# Балабанян, Никита Карпович
Никита Карпович Балабаня́н (Балабаньян) (1895, Ростов-на-Дону — 1948) — армянский советский альтист. Заслуженный артист Армянской ССР (1947).

## Биография
Родился в 1895 году в Ростове-на-Дону.
В 1920 году окончил Петроградскую консерваторию по классу скрипки С. П. Коргуева. Концертмейстер группы альтов Филармонического оркестра (1932—1935). Взлёт его творческой карьеры был связан с Квартетом имени Комитаса, основанного ещё в 1924 году армянскими студентами МГК имени П. И. Чайковского: два года (1936—1938) был альтистом, а затем до 1947 года — второй скрипкой. С Квартетом Комитаса выступил 9 декабря 1939 года в консерваторском Зале имени А. К. Глазунова, где Концертное бюро филармонии проводило тогда свои камерные сезоны.
До переезда в Москву был концертмейстером группы альтов Филармонического оркестра (1932—1935), сменив на этой позиции С. И. Памфилова, временно перешедшего в группу первых скрипок. Вместе музыканты, с другими солистами оркестра, приняли участие в авторском концерте С. С. Прокофьева 19 апреля 1933 года.
Как концертмейстер дважды исполнял партию солирующего альта в симфонии «Гарольд в Италии» Г. Берлиоза под управлением А. В. Гаука. В феврале 1935 года музыкант сыграл с Квартетом имени Глазунова и виолончелистом оркестра Д. Б. Шафраном секстет П. И. Чайковского «Воспоминание о Флоренции».
Умер в 1948 году.

## Признание
- Сталинская премия второй степени (1946) — в составе Квартера имени Комитаса
- Заслуженный артист Армянской ССР (1947)
- Орден «Знак Почёта» (04.11.1939) — «за выдающиеся заслуги в деле развития армянского театрального и музыкального искусства»